# Congreso Futuro
El Congreso Futuro es un evento realizado en Chile, dónde personas reconocidas en algún ámbito de estudio tanto científico como humanista, exponen a la ciudadanía sobre problemáticas a las que se enfrentan, o se enfrentarán en un futuro. Es el principal evento de divulgación científico-humanista en Latinoamérica y el hemisferio sur.
El evento fue creado por el Senado de Chile, y a través de su historia ha sido organizado en conjunto con la Comisión Desafíos del Futuro del Senado de Chile, la Fundación Encuentros del Futuro, el Gobierno de Chile y la Academia Chilena de Ciencias.
Desde 2021 se desarrolla anualmente y su principal sede es Santiago, aunque también se desarrolla en otras locaciones en regiones del país.

## Historia
Durante las celebraciones oficiales realizadas en 2011 dentro del marco del bicentenario del Congreso Nacional, fueron anunciados el 4 de junio del mismo año la realización de múltiples actividades a realizar durante el segundo semestre del año; entre estos eventos, se agendó la realización del seminario internacional «Congreso del Futuro», a realizarse entre los días 30 de noviembre a 3 de diciembre. El 23 de noviembre se hace el lanzamiento oficial del seminario, junto con premios nacionales de ciencias María Teresa Ruiz, Servet Martínez y José Miguel Aguilera.
La organización del evento estuvo liderada por el Congreso Nacional de Chile en 2011, a través de un comité organizador encabezado por el presidente del Senado, el senador Guido Girardi, y el presidente de la Cámara de Diputados, el diputado Patricio Melero. Entre los otros integrantes de esta comisión se encontraba Ambos encabezaron un comité organizador conformado por destacadas figuras del mundo científico y académico, como José Miguel Aguilera, entonces presidente de Conicyt; José Luis Cea, presidente del Instituto de Chile y de la Academia Chilena de Ciencias Sociales, Políticas y Morales; Juan Asenjo, Rodolfo Armas, María Teresa Ruiz, Humberto Giannini, Servet Martínez, Álvaro Fisher, Gabriel Rodríguez, entre otros. El evento contó con el auspicio del Senado de Chile y la Cámara de Diputados de Chile, el Ministerio de Relaciones Exteriores de Chile, el Ministerio de Educación de Chile, la Conicyt, y el PNUD. También respaldaron la iniciativa la Embajada de Francia en Chile, la Embajada de Israel en Chile, la Embajada de Estados Unidos en Chile, la Fundación Friedrich Ebert, la ESO, la aerolínea LAN Chile, el Metro de Santiago, el banco HSBC, el diario La Tercera, entre otros.
Asimismo, el evento fue patrocinado por el Instituto de Chile, la Academia Chilena de Ciencias, la Academia de Ingeniería de Chile, la Pontificia Universidad Católica de Chile, la Universidad de Chile, la USACH, la Universidad Pedro de Valdivia, la Fundación Chile y la Fundación Ecoscience. Estas instituciones ofrecieron su respaldo académico y técnico, consolidando al Congreso del Futuro como un espacio de encuentro entre el conocimiento, la investigación y el desarrollo del país.
El seminario, desarrollado en el Salón de Honor del Edificio del Congreso Nacional, sede Santiago contó con la asistencia de más de 1000 personas como público. Y además de las charlas, durante la segunda jornada del evento, los expositores recibieron la medalla Bicentenario.
Con la constitución de la "Comisión de Desafíos del Futuro, Ciencia, Tecnología e Innovación" del Senado el 3 de abril de 2012 y el "Consejo del Futuro" también del Senado, se realiza la organización de la segunda edición del "Congreso del futuro", agendado para los días 17, 18 y 19 de enero de 2013.El trabajo para organizar el evento dentro de la comisión comenzaron oficialmente el 4 de junio de 2012.
Durante el cierre del Congreso Futuro 2014, el presidente Sebastián Piñera anuncia el envío al senado del mensaje presidencial que crea el Ministerio de Educación Superior, Ciencia y Tecnología. Los dos equipos ganadores del XV Congreso Nacional Escolar de Ciencia y Tecnología Explora CONICYT obtuvieron la oportunidad de presentar sus trabajos en la versión de Congreso Futuro de 2015.

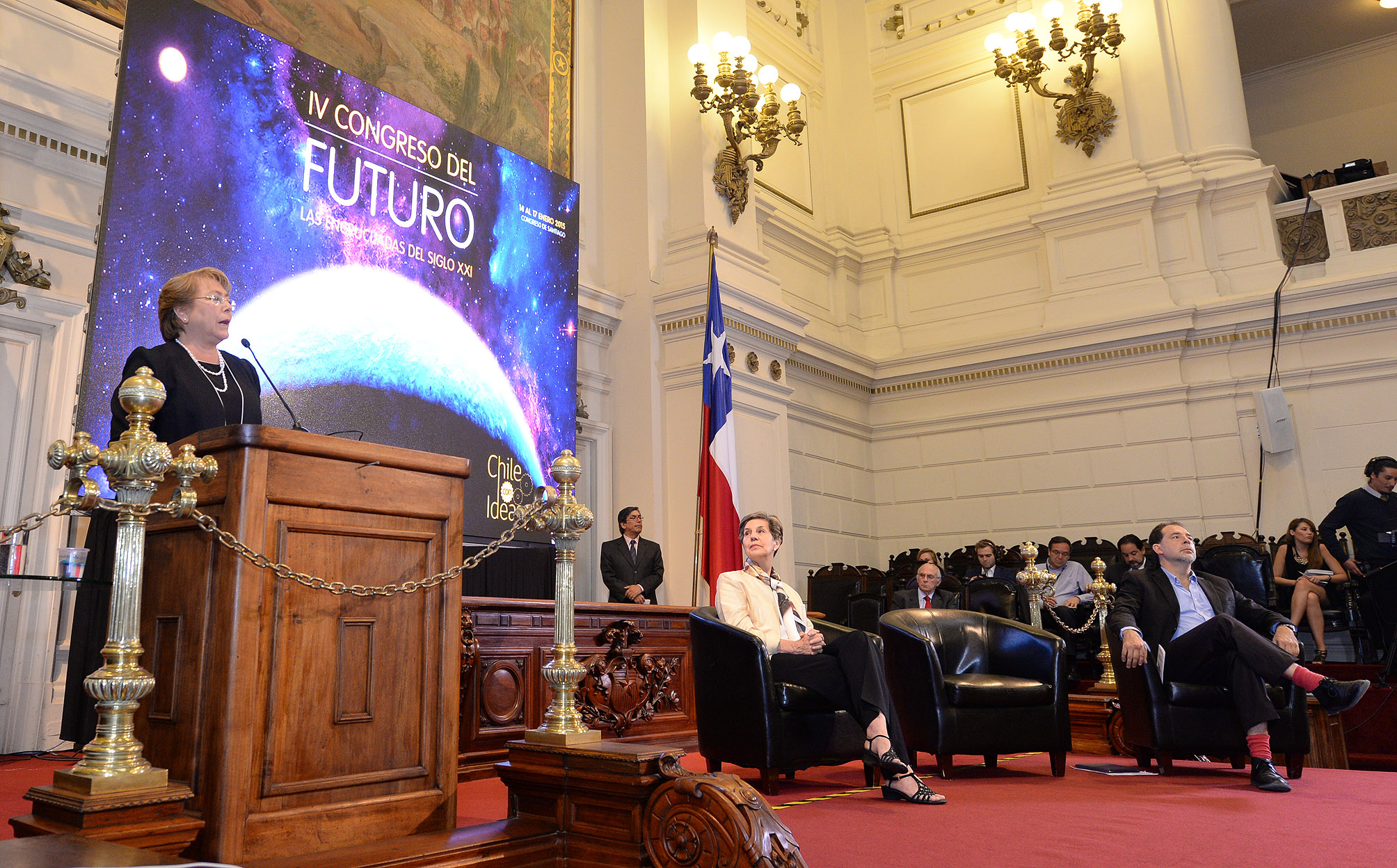
Presidenta Bachelet durante la inauguración de la cuarta versión de Congreso del Futuro (2015).

El 2015 se registra la petición de estudiantes universitarios como voluntarios dentro de la organización del evento. Con el anuncio del presidente Piñera durante el cierre del evento del año anterior, el 25 de enero de 2015 los 38 senadores de la cámara alta aprobaron por unanimidad la solicitud para crear el Ministerio de Ciencia.
Desde 2016, el Congreso del Futuro manifiesta su preocupación por cumplir nuevos desafíos como aumentar la paridad de género.En el congreso de 2018, 40 de 120 expositores fueron mujeres. Además, se espera que esté en el pensamiento y la ciencia latinoamericana. El 20 de enero de ese año se realiza la primera actividad oficial del congreso fuera de la región Metropolitana, con las actividades realizándose en las regiones de Antofagasta, Coquimbo, Valparaíso, Metropolitana, Los Ríos y Magallanes.
La edición del 2017 destacó además por el anuncio sorpresivo por parte de la mandataria Michelle Bachelet del envío al congreso del proyecto de ley que crea el Ministerio de Ciencia y Tecnología.
Durante el evento del año 2018, el evento abrió con las palabras de la presidenta Michelle Bachelet, del presidente electo Sebastián Piñera y del presidente de la Fundación Nobel, Carl-Henrik Heldin, posteriormente el director ejecutivo de la Fundación Nobel, Lars Heikensten, firmó un convenio con el Congreso Futuro para establecer vínculos de cooperación en actividades de difusión científica.

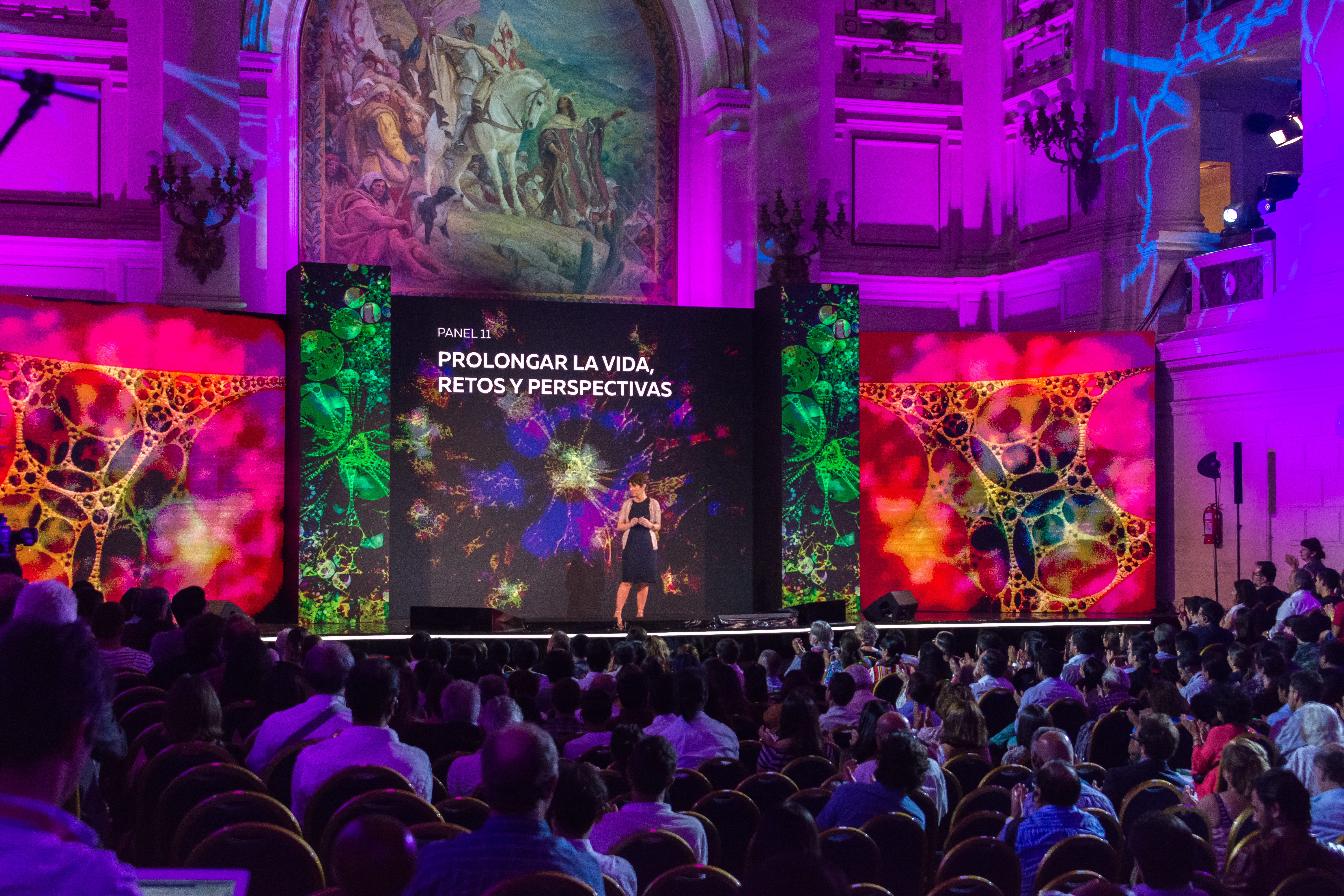
Giovanna Mallucci en Congreso Futuro 2019.

La edición 2019 del congreso contuvo el evento "Nobel Prize Dialogue", único en Latinoamérica, el cual contó con los premiados Serge Haroche, Bruce Beautler, Brian Schmidt y Michael Kosterlitz, además de otros 19 panelistas de destacable trayectoria.
La edición del Congreso Futuro 2020 contó con el apoyo de la COP-25, conferencia realizada por la Convención Marco de las Naciones Unidas sobre el Cambio Climático y que originalmente estaba programada para realizarse en Chile y fue posteriormente trasladada a Madrid.
Durante la duodécima edición del evento, en 2023, la actividad de inicio del video fue una entrevista a una inteligencia artificial que había sido entrenada para interactuar como Charles Darwin, la cual fue entrevistada por la periodista Paloma Ávila.
En enero de 2024 el evento se desarrolla en el Centro de Extensión del Instituto Nacional, que posee el espacio suficiente como para incorporar actividades en paralelo como ferias de artes inmersivas, charlas en paralelo al evento principal y una feria literaria. La cantante Denise Rosenthal abrió la jornada del evento con el show "SinfonIA Digital".
La versión 2025 de Congreso Futuro se realizó bajo la consigna "Qué humanidad queremos ser" y la inauguración inició con un dueto entre Javiera Parra y una réplica holográfica de violeta Parra donde cantaron Gracias a la vida. Además, otro hito fue el saludo de tres taikonautas (astronautas chinos) desde la tripulación de Shenzhou-19 en la Estación Espacial China, a 400 kilómetros sobre la superficie de la Tierra. En paralelo al evento se desarrolló la Tercera Cumbre Mundial de Comisiones Parlamentarias del Futuro.

## Ediciones
| Edición              | Fecha                                     | Regiones | Expositores | Asistentes (nacional)                          |
| -------------------- | ----------------------------------------- | --- | ----------- | ---------------------------------------------- |
| Congreso Futuro 2011 | 30 de noviembre, 1-3 de diciembre de 2011 | Región Metropolitana: Palacio del ex Congreso Nacional de Chile | 15          | 1.200                                          |
| Congreso Futuro 2013 | 17-19 de enero de 2013                    | Región Metropolitana: Palacio del ex Congreso Nacional de Chile | 47          | 2.000                                          |
| Congreso Futuro 2014 | 9-11 de enero de 2014                     | Región Metropolitana: Palacio del ex Congreso Nacional de Chile | 32          | 2.300                                          |
| Congreso Futuro 2015 | 14-17 de enero de 2015                    | Región Metropolitana: Palacio del ex Congreso Nacional de Chile | 53          | 3.000                                          |
| Congreso Futuro 2016 | 19-24 de enero de 2016                    | Región Metropolitana: Palacio del ex Congreso Nacional de Chile Región de Antofagasta, Región de Coquimbo, Región de Valparaíso, Región de Los Ríos, Región de Magallanes | 110         | 5.500                                          |
| Congreso Futuro 2017 | 9-15 de enero de 2017                     | Región Metropolitana: Palacio del ex Congreso Nacional de Chile Región de Antofagasta, región de Coquimbo, Región de Valparaíso, Región de O'Higgins, Región del Maule, Región del Biobío, Región de Los Ríos, Región de Los Lagos, Región de Aysén, Región de Magallanes                        | 108         | 30.700 asistentes (1.500.000 por streaming)    |
| Congreso Futuro 2018 | 15-21 de enero de 2018                    | Región Metropolitana: Palacio del ex Congreso Nacional de Chile Región de Antofagasta, Región de Tarapacá, Región de Coquimbo, Región de Valparaíso, Región de O'Higgins, Región del Maule, Región del Biobío, Región de la Araucanía, Región de Los Ríos, Región de Magallanes, Región de Aysén | 130         | 41.000 (5.000.000 por streaming)               |
| Congreso Futuro 2019 | 14-20 de enero de 2019                    | Región Metropolitana: Palacio del ex Congreso Nacional de Chile Región de Antofagasta, región de Coquimbo, Región de Valparaíso, Región de O'Higgins, Región del Maule, Región del Biobío, Región de la Araucanía, Región de Los Ríos, Región de Magallanes, Región de Aysén                     | 130         | 45.000 (1.000.000 por streaming)               |
| Congreso Futuro 2020 | 13-17 de enero de 2020                    | Región Metropolitana: Teatro Oriente de Santiago Región de Valparaíso, región de O'Higgins, región de Maule, región de Biobío, región de La Araucanía, región de Los Ríos, región de Magallanes y región de Aysén.                                                                               | 70          | 25.000 (2.000.000 vía streaming)               |
| Congreso Futuro 2021 | 18-21 de enero de 2021                    | Ninguna, streaming | 89          | 500.000 streaming                              |
| Congreso Futuro 2022 | 17-21 de enero de 2022                    | Regiones de Antofagasta, Coquimbo, Valparaíso, Metropolitana, O'Higgins, Maule, Biobío, Araucanía, Los Ríos, Aysén y Magallanes | +80         | Ninguna en Santiago;(+1 000 000 vía streaming) |
| Congreso Futuro 2023 | 16 al 21 de enero de 2023                 | Todas las regiones del país | +110        | +40 000 personas presenciales                  |
| Congreso Futuro 2024 | 15 al 20 de enero de 2024                 | Santiago: Centro de Extensión Instituto Nacional Todas las regiones del país | +115        | 60 000 presenciales                            |
| Congreso Futuro 2025 | 13 al 18 de enero de 2025                 | Santiago: Centro de Extensión Instituto Nacional Todas las regiones del país | 117         | 50 000 presenciales (+269 000 vía trasmisión)  |

## Eventos paralelos
En conjunto con el Congreso Futuro, durante los años del evento se han realizado actividades en paralelo acogidas dentro de la naturaleza, como lo es el Café Futuro en el cual de forma amena e informal se discuten tópicos científicos, el Nobel Prize Dialogue organizado por la Fundación Nobel, Futuristas una versión del Congreso Futuro para menores de edad.

### Futuristas
El evento "Futuristas", actividad realizada dentro del Congreso con enfoque en la educación científica para niños, fue realizada por primera vez en la edición del año 2017. Durante la edición del Congreso Futuro de 2017, se introdujo una aplicación móvil para dispositivos inteligentes, que incluyó el programa del evento y un servicio para ver el evento de forma digital.Además, países como Costa Rica, Argentina y Brasil han presentado interés en replicar este tipo de eventos.

### Congreso Jóvenes Futuro
Durante el año 2017 se realiza el Congreso Futuro: Jóvenes de la Ciencia, Tecnología e Innovación organizado por la presidencia del Senado en conjunto con la Comunidad Nacional de Ciencia Tecnología e Innovación de Chile. En 2019 se realiza la actividad Academia de Jóvenes Futuro, sucesora del Congreso de 2017 y que estuvo patrocinada por la Comisión de Desafíos Futuro del Senado de la República, la Vicerrectoría de Investigación de la Universidad de Chile, la Vicerrectoría de Investigación de la Pontificia Universidad Católica de Chile y la Academia Chilena de Ciencias. La segunda edición del evento tomó lugar de manera virtual en 2020 debido a la pandemia y la tercera en agosto de 2022.En esta versión, bajo el lema “Protagonizar el Presente”, se realizó de forma presencial en el Salón de Honor del ex Congreso en Santiago con la asistencia del Presidente Gabriel Boric. En dicha ocasión, el Mandatario invitó a la juventud a recuperar el tejido social y liderar cambios con diálogo: “Tenemos que encontrarnos entre quienes piensan diferente... los jóvenes son fundamentales”.
Su edición en 2023 se desarrolló en dos jornadas por separado, siendo el primer día en el Salón de Honor del Edificio del Congreso Nacional de Santiago, y su segunda jornada en el Centro Cultural La Moneda, con un ciclo de cine en conjunto con el Festival Universitario de Cortometrajes (FUC!). La versión de 2024 se desarrolló durante su primera jornada en el hemiciclo del Senado en Santiago, y tomó un estilo tipo podcast para el proceso de conversación con los expositores, mientras que su segundo día lo hizo en el Centro Cultural Gabriela Mistral.
La sexta edición del evento en 2025 se desarrollará el 7 y 8 de agosto de 2025 en el edificio del Congreso Nacional de santiago.

### Congreso Futuro en tu Comuna
El Congreso Futuro en tu Comuna es una iniciativa orientada a llevar charlas de ciencia y tecnología a escala comunal, la cual consiste en la “Charla del Futuro”, dictada por científicos nacionales destacados y acordada en contenido con cada municipio. Por ejemplo, se han realizado ediciones en comunas de la Región Metropolitana (Quinta Normal, Lo Prado, Lo Barnechea, Peñalolén, entre otras) y en regiones como Aysén, acercando el Congreso Futuro a colegios, centros culturales y comunidades locales. En 2020 se desarrolló —a través del Senado de Chile junto con la Asociación Chilena de Municipalidades— una modalidad en línea con transmisiones municipales regulares. Estas instancias han involucrado activamente a estudiantes, dónde algunos eventos han congregado a más de 1 000 alumnos de educación básica y media por evento.

### Eventos internacionales
El formato Congreso Futuro ha comenzado a replicarse en otros países de manera concreta. Argentina fue el primer país latinoamericano en dar pasos en ese sentido: en diciembre de 2022 se realizó en Posadas, provincia de Misiones, el encuentro “Agua para Respirar”, considerado un Congreso Futuro Argentina piloto. Este evento, centrado en ciencia, divulgación y desarrollo sostenible (con especial foco en recursos hídricos), buscó replicar el trabajo realizado en Chile adaptándolo al contexto argentino. Convocó a científicos, autoridades y referentes sociales de la región, y fue organizado por el gobierno provincial junto a la Biblioteca del Congreso argentino, con asesoría de la Comisión Futuro del Senado chileno.
En abril de 2024 en la ciudad de Tarija, Bolivia, se celebró el primer Congreso Futuro fuera de Chile, denominado “Diálogos con el Futuro”. Este evento —impulsado por el movimiento local Tarija Dialoga, con apoyo del Senado de Chile y FEF– reunió a 15 expositores y se enfocó en inteligencia artificial y saberes ancestrales, buscando soluciones colaborativas para desafíos actuales.
En diciembre de 2024 se realizó la primera edición del evento en Rabat, Marruecos, siendo organizado por el Congreso del Reino de Marruecos, la Embajada de Marruecos en Chile, la Comisión Desafíos del Futuro del Senado de Chile y la Fundación Encuentros del Futuro. Los conversatorios se llevaron a cabo en la sede de la Cámara de Representantes de ese país.
España es otro país que ha sido mencionado para alojar una versión internacional de Congreso Futuro.

## Impacto

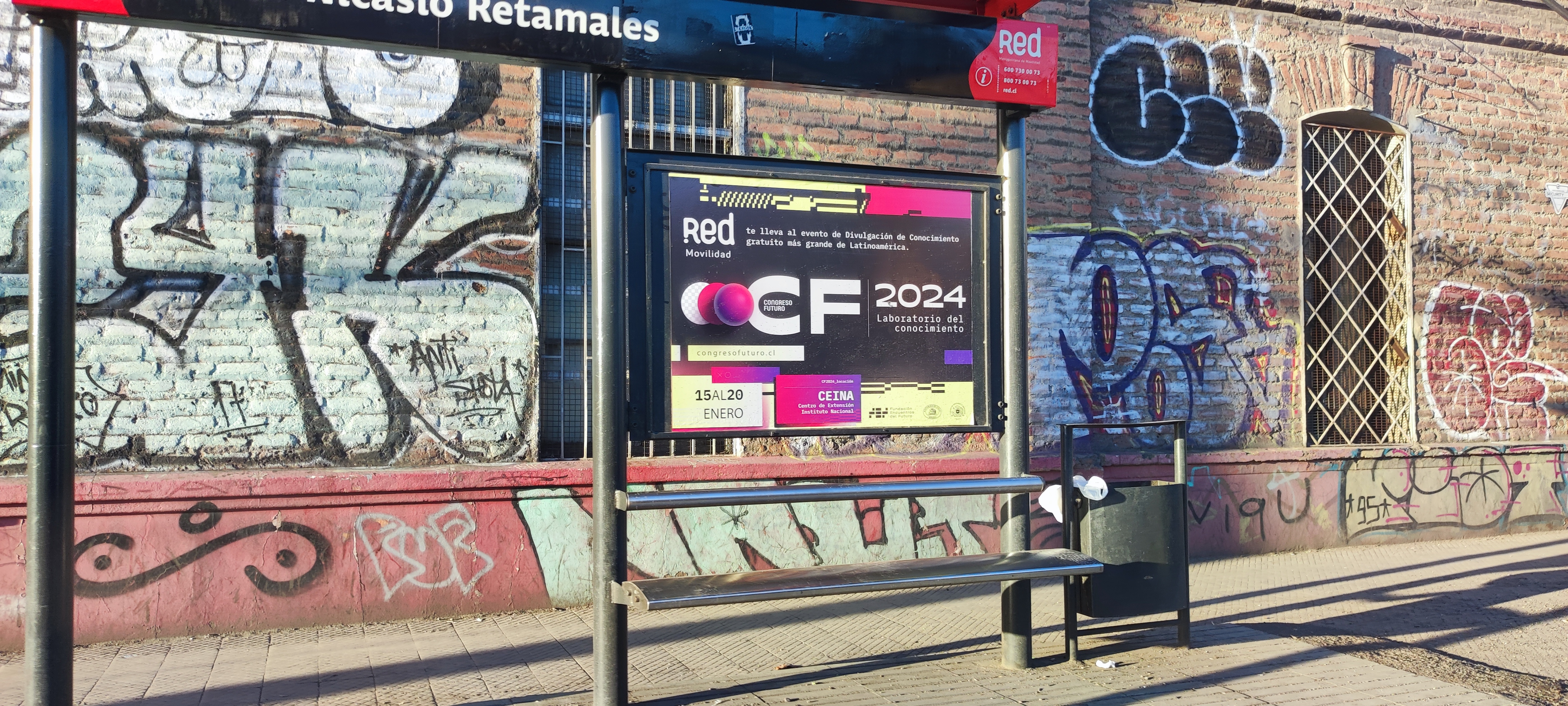
Publicidad vial de Congreso Futuro 2024.

El evento está dentro de las actividades de difusión científica más importantes en el hemisferio sur del planeta. El evento ha sido considerado por parte de la comunidad científica como relevante y de gran valor para el desarrollo y la discuión sobre los temas que hay que discutir.
En 2013 durante una visita oficial del presidente del Congreso Nacional del Perú, Víctor Isla Rojas, junto con otros representantes al Congreso de Chile, el presidente de la comisión de Desafíos Futuro, Guido Girardi, instó a que el gobierno de Perú abriera más instancias de participación social, científica y legislativa.
Aunque la discusión ya existe desde hace tiempo, el Congreso Futuro ha despertado la discusión sobre el verdadero trato que recibe la ciencia y la tecnología en Chile por parte del estado.

### Debate Presidencial Congreso Futuro de 2017
Durante las elección presidencial de Chile de 2017, el Congreso Futuro junto con el canal de noticias CNN Chile y el periódico El Mostrador realizaron durante el 14 de septiembre de 2017 el "Debate Presidencial Congreso Futuro", que contó con la participación de los candidatos presidenciales Alejandro Guillier, Beatriz Sánchez, Carolina Goic, Marco Enríquez-Ominami, José Antonio Kast, Alejandro Navarro y Eduardo Artés; Sebastián Piñera no participó del debate. El debate fue decisivo al demostrar que en muchos de los casos, los candidatos no poseían planes de desarrollo científico a futuro, o conocimientos reales sobre los tópicos discutidos, siendo criticados fuertemente por la comunidad científica chilena. El evento fue trending topic a nivel internacional a través de la red social Twitter.

### Congreso Futuro
El 23 de julio de 2019 se estrenó en la Radio Cooperativa el programa Congreso Futuro, conducido por Osvaldo Lizama y Macarena Atria.

### Proyectos de ley relacionados
En función a las inquietudes internacionales procedentes desde la academia debido al avance científico de las neurotecnologías, el senador Girardi junto con el neurocientífico español Rafael Yuste —ideador de la Iniciativa BRAIN, y que ha participado en el Congreso Futuro 2016, 2017, 2019 y 2020 influenciando la discusión sobre la protección de los neuroderechos— en conjunto con otros especialistas en el tema presentaron el 7 de octubre de 2020 dos proyectos de ley que buscan establecer y proteger los neuroderechos —el primero es una reforma constitucional que busca integrar a la privacidad mental como una garantía estatal, y el segundo busca definir y proteger la integridad física y psicológica de los individuos—. El proyecto ha sido acogido positivamente por instituciones y países extranjeros.

## Controversias

### Marca Congreso Futuro
En 2024 se generó una controversia en torno a la titularidad de la marca "Congreso Futuro", luego de que la Fundación Encuentros del Futuro, presidida por el exsenador Guido Girardi, ingresara ante el Instituto Nacional de Propiedad Industrial (INAPI) una solicitud para registrar en forma exclusiva la denominación "Fundación Congreso Futuro", sin contar con el consentimiento explícito del Senado, pese a que un convenio de colaboración vigente desde 2021 estipulaba que dicho registro debía ser conjunto. Esta acción provocó críticas públicas desde el ámbito parlamentario, particularmente por parte de la senadora Yasna Provoste, quien advirtió sobre el riesgo de privatización de una iniciativa de carácter público. En respuesta, el Senado ingresó en agosto su propia solicitud de registro del nombre "Congreso Futuro" ante INAPI, y días después la Fundación anunció que desistiría de todas sus solicitudes unilaterales, comprometiéndose a retomar el trámite conjunto con el Senado. No obstante, en septiembre el proceso fue objetado formalmente por INAPI al no acreditarse el poder legal necesario del representante que presentó la solicitud conjunta, lo que obligó a las partes a revisar el procedimiento y reforzar el resguardo institucional de la marca.